# Dachau (stad)

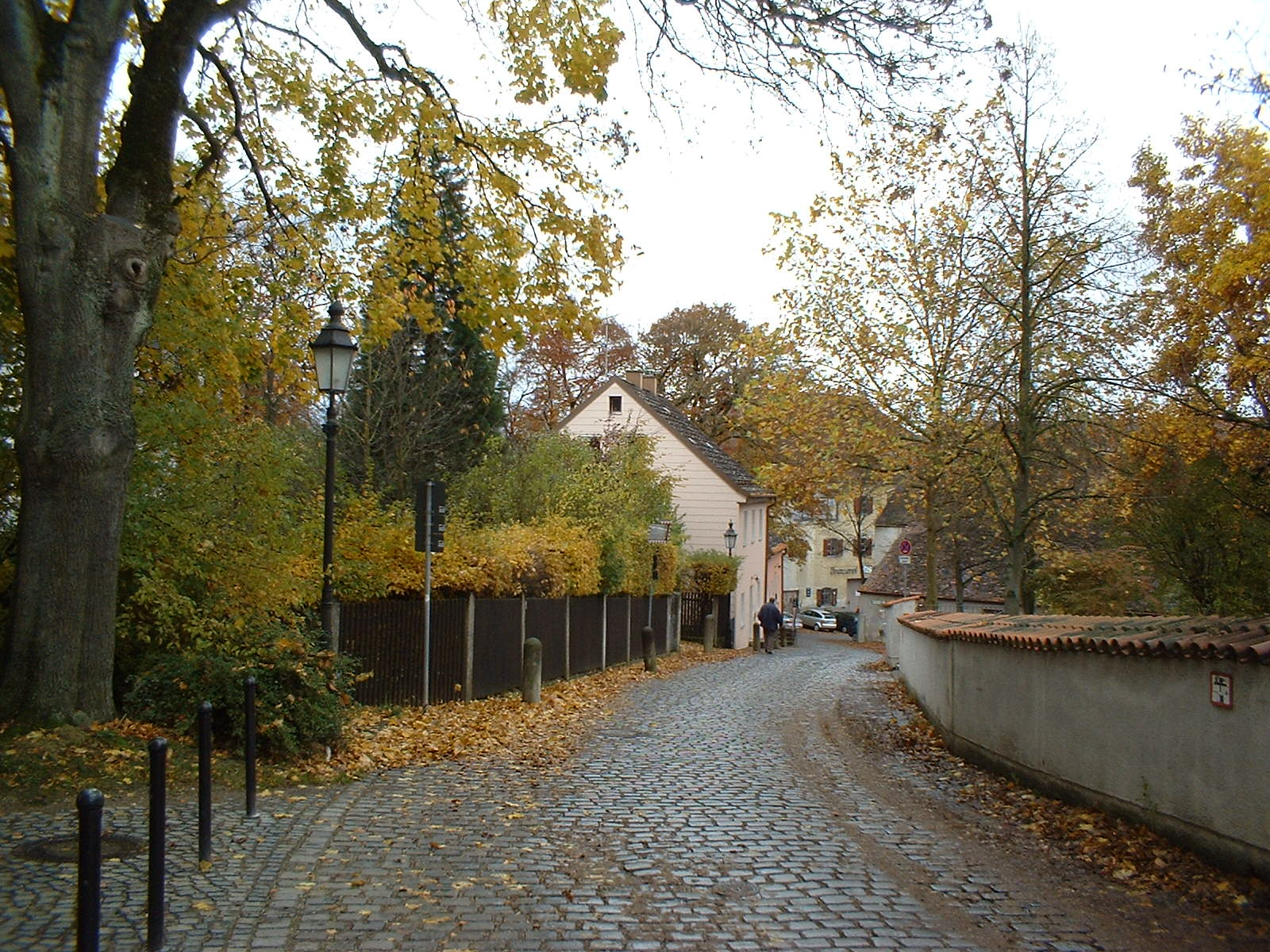
Dachau in de herfst

Dachau is de Kreisstadt van het gelijknamige Landkreis in de Duitse deelstaat Beieren, en ligt ten noordwesten van München. Met 47.680 inwoners is het na Freising qua grootte de tweede stad in de omgeving van München.
Dachau ligt aan de rivier de Amper op 482 m boven Normalnull. Het hoogste punt van de stad is de Schlossberg. Het oosten van de gemeente Dachau grenst aan München.

## Geschiedenis

### Middeleeuwen
De oudste schriftelijke vermelding van Dachau werd gevonden in een middeleeuwse akte van schenking van edelvrouw Erchana von Dahauua aan de bisschop van Freising in 805 na Chr. Vanaf de 12de eeuw diende Dachau als zomerverblijf voor vele Beierse vorsten.

### Moderne tijd
Na de tweede helft van de 19e eeuw werd het dorp de thuishaven van vele kunstenaars. De Duitse schrijver Ludwig Thoma werd er geboren. De kunstenaarskolonie Dachau maakte de stad tot de belangrijkste schilderkolonie naast Worpswede in Duitsland. Op 15 november 1933 werd de voormalige marktplaats Dachau tot stad verheven.
Roemloze bekendheid verwierf Dachau in 1933 door de bouw van het concentratiekamp van Dachau, het eerste “officiële” kamp in nazi-Duitsland, dat naast Auschwitz het toonbeeld van de concentratiekampen werd. Het is tot op vandaag betrekkelijk goed bewaard gebleven en is daardoor uiteraard in de eerste plaats een bezinningsoord.
Na het einde van de Tweede Wereldoorlog werden er verdreven Duitsers (uit Polen en Bohemen) gehuisvest, wat tot een toename van de bevolking van 30 à 40% leidde.
In 2005 vierde Dachau het 1200-jarig bestaan.

## Partnersteden
- Klagenfurt am Wörthersee in Karinthië (Oostenrijk)
- Fondi, Italië
- Cultuur partnerschap met de kunstenaarskolonies Oosterbeek (Nederland) en Tervuren (België) afgesloten op 19 februari 2005
- Rosj Haäjin (samenwerking in planning)
- Vriendschappelijke betrekkingen met Areguá (Paraguay)

## Cultuur en bezienswaardigheden
- Slot Dachau uit de 18e eeuw.
- Gemäldegalerie, de Dachauer schilderijengalerij
- Neue Galerie Dachau
- District-Museum van Dachau
- Parochiekerk van St. Jacob
- Hoftuin met Engelse tuin
- Oude Stadskern
- Stadhuis
- Dachau Herinneringscentrum
- Dachauer moeras
- Evangelische Vredeskerk Dachau (1953): Eerste Evangelische kerk in Dachau, die confirmanten opleidt
- Carmel Heilig Bloed (klooster van de Karmelieten naast het Dachau Herinneringscentrum)

## Regelmatige evenementen
Het Dachau-festival heeft zijn oorsprong in de paardenrennen, die vanaf 1652 werden gehouden en al een soort van volksfestival sfeer hadden. In 1920 verhuisde het festival van de Zieglerwiese naar de huidige Ludwig-Thoma-Wiese, waar sinds 1946 jaarlijks ook het Dachau Volksfeest plaatsvindt (tien dagen in augustus). Dit Dachau Volksfeest heeft van oudsher de laagste bierprijzen van alle grote volksfeesten in Beieren.
Elk jaar wordt een Kerstmarkt gehouden in het oude centrum van Dachau, waarbij de voorkant van het stadhuis als Advent-Kalender gebruikt wordt.
Sinds 1979 vinden internationale Meesterconcerten met klassieke kamermuziek plaats in de Renaissance zaal van het Slot Dachau.
In de zomermaanden wordt elk jaar de Dachauer Muziekzomer gehouden.

## Verkeer
- S-Bahn (Stadsvervoer): Dachau is bereikbaar met het Münchener Stadsvervoer lijn S2.

## Geboren
- Peter Armbruster (1931-2024), natuurkundige